# Amen
 For alternative betydninger, se Amen (flertydig). (Se også artikler, som begynder med Amen)
Amen er et hebraisk ord, der betyder: at stå fast, være til at stole på, være bestandig. Men også denne betydning ligger i ordet: "tro", "sandhed", "trofasthed" . Når jøder , muslimer og kristne siger "Amen" som afslutning på deres bønner, er det den enkeltes svar: Ja, sådan er det, det står jeg ved. Amen oversættes sædvanligvis med ordene ”måtte det ske”, men esoterisk betyder amen ”den skjulte“.[kilde mangler]